# Resolució 725 del Consell de Seguretat de les Nacions Unides
La Resolució 725 del Consell de Seguretat de les Nacions Unides, va ser aprovada per unanimitat el 31 de desembre de 1991, després de recordar les resolucions 621 (1988), 658 (1990) i 690 (1991) prenent nota d'un informe pel Secretari general sobre la situació al Sàhara Occidental, el Consell va acollir favorablement l'informe, donant suport els seus esforços i els de l'Organització d'Unitat Africana a la zona.
La resolució crida al Marroc i al Polisario a cooperar amb el secretari general en l'aplicació de la Pla de Regularització.
L'informe assenyala la lentitud dels progressos en l'aplicació de les resolucions anteriors, en particular respecte a l'organització del referèndum al Sàhara Occidental. Les dues parts havien reconegut el pla de regularització malgrat algunes diferències, però un informal alto el foc va ser violat i es van trencar les hostilitats. També parla que la presència de la Missió de Nacions Unides pel Referèndum al Sàhara Occidental havia calmat significativament les tensions i no hi hauria retard per més consultes per solucionar el problema. Alguns membres del Consell, com els Estats Units, no senten l'informe i llurs recomanacions, tals com l'admissibilitat del vot, reflecteix que les parts han arribat a un acord previ, i que per tant la Resolució 725 "saluda" però no "aprova" el seu informe.